# Torre de Anto
La torre de Anto o torre del Prior de Ameal es una construcción situada sobre el río Mondego, en la freguesia de Almedina (distrito de Coímbra, Portugal), que actualmente funciona como casa de artesanía y museo. Desde 1935 es monumento nacional.
Antiguamente formó parte de la muralla de la ciudad. Su inquilino más famoso fue el poeta António Pereira Nobre (1867-1900). 
Presenta una planta cuadrangular de pequeñas dimensiones, con cuatro alturas unidas por una escalera de caracol. Tiene una cubierta a cuatro aguas.